# Патерн (консул 268 года)
Патерн (лат. Paternus) — римский государственный деятель второй половины III века.

## Биография
В 268 году Патерн занимал должность консула вместе с Маринианом. В надписях его консульство отмечено как второе. Очевидно, что в первый раз он был консулом-суффектом, но дату консульства определить невозможно. Его можно идентифицировать с Аспасием Патерном, который находился на посту проконсула Африки в 257/258 году или с префектом Рима в 264—266 годах Патерном. Больше о нём ничего неизвестно.